# Tufashen
Tufashen (in armeno Տուֆաշեն?) è un comune di 513 abitanti (2001) della provincia di Shirak in Armenia.